# 海桐生蛇菰
海桐生蛇菰（学名：Balanophora wrightii）为蛇菰科蛇菰屬下的一个种。种名 wrightii 以19世纪美国生物学家Charles Wright的名字命名。